# Larry Gagosian
Lawrence Gilbert "Larry" Gagosian (* 19. April 1945 in Los Angeles, Kalifornien) ist ein amerikanischer Kunsthändler armenischer Herkunft für moderne und zeitgenössische Kunst.

## Werdegang
Larry Gagosian (Branchenname: Go-Go) betrieb in Santa Monica einen Poster-Shop, bevor er 1977 in San Francisco eine Galerie für zeitgenössische Kunst eröffnete. Zu seinen ersten Künstlern zählten Richard Serra, Frank Stella und Jean-Michel Basquiat, deren Werke er vor allem an die Filmprominenz in Hollywood, aber auch an Industrielle der amerikanischen Westküste verkaufte. Er gilt als Verkaufsgenie. 1985 eröffnete Gagosian in New York eine Galerie in einem Penthouse in der Madison Avenue. Im gleichen Jahr gründete er in Kooperation mit Leo Castelli eine weitere Galerie in der 65, Thompson Street in SoHo. Anfang der 1990er Jahre kam in der Wooster Street mit einer durch Oberlicht erhellten ehemaligen Garage eine weitere Galerie in New York hinzu, in der vor allem die schwergewichtigen Skulpturen von Richard Serra und Walter de Maria ausgestellt werden konnten. Serras Skulptur „Intersection II“ wurde aus der Garage direkt an das Museum of Modern Art verkauft.

## Gagosian Gallery

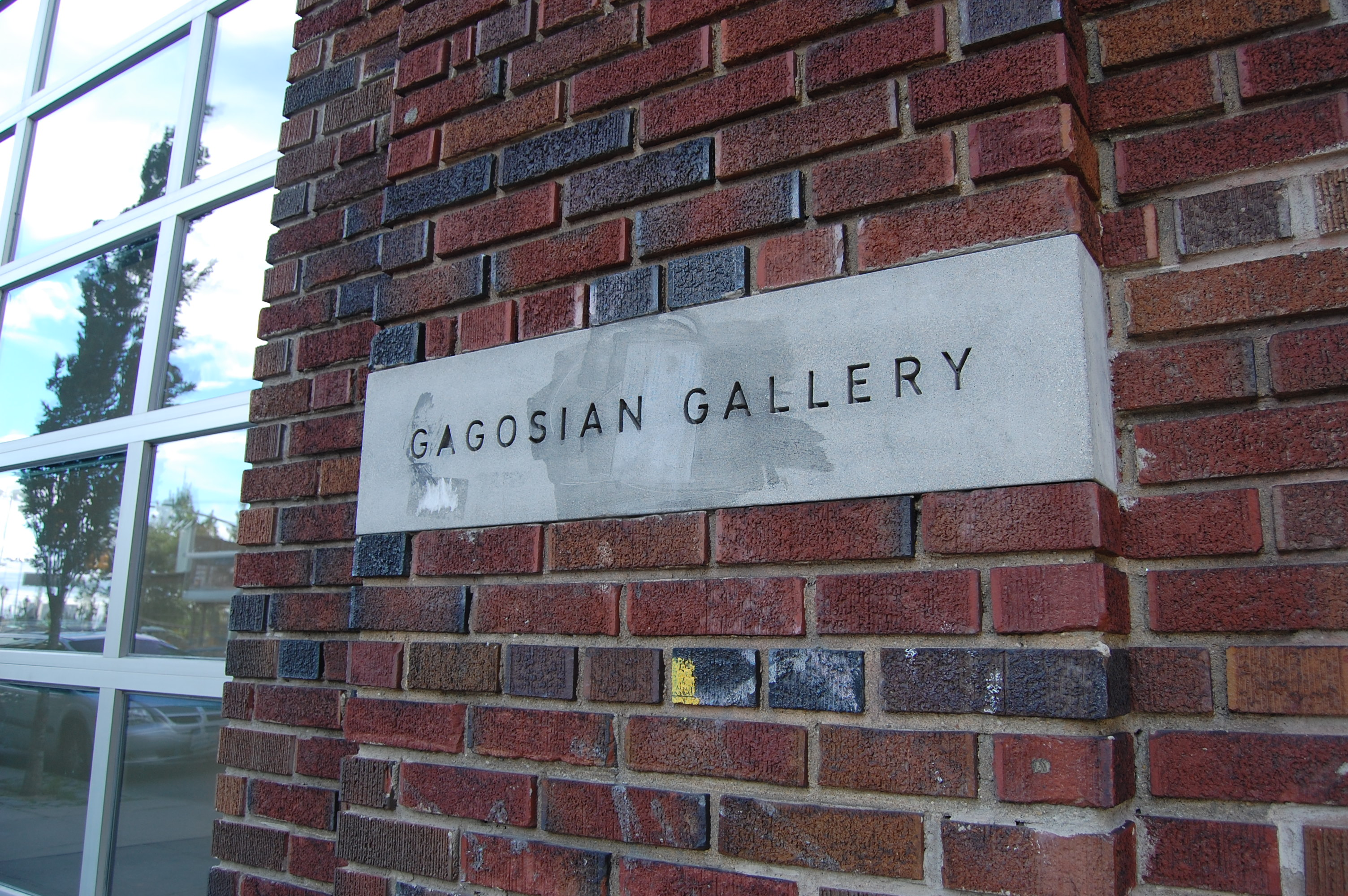
Galerie-Namenstafel am Eingang zur Gagosian-Gallery-Filiale in New York

Gagosian hat mit seiner Gagosian Gallery ein „Galerie-Imperium“ aufgebaut, das ihn zu einem der weltweit mächtigsten Kunsthändler macht. Die von ihm vertretenen Maler und Bildhauer zeigt er in den eigenen Galerien an acht Standorten in New York, Beverly Hills, London, Basel, Genf, Rom und Athen sowie auf den internationalen Kunstmessen. Darüber hinaus vermittelt er Ausstellungen dieser Künstler weltweit an Museen und an andere private Kunstgalerien. Für eine Ausstellung des japanischen Künstlers Takashi Murakami bestückte er, über das Museum of Contemporary Art (MOCA) in Los Angeles, 2008 alle Räume des Museums für Moderne Kunst in Frankfurt am Main vollständig mit Kunstwerken, aber auch mit Merchandising-Artikeln. Gagosian stellt meist keine jungen, aufstrebenden Künstler aus, sondern übernimmt ihre Vertretung erst nach ihrer Marktdurchsetzung. Eine Ausnahme ist die 50 Jahre jüngere kanadische Malerin Anna Weyant, mit der er eine Beziehung führte. Er vertritt unter anderen Damien Hirst, Tracey Emin, Glenn Brown, Frank Stella, Rachel Whiteread, Jake and Dinos Chapman, John Currin, Jasper Johns, Gilbert and George und Nan Goldin, sowie den Nachlass von Andy Warhol. Zu den berühmtesten Sammlern, die mit Gagosian langfristig zusammenarbeiten, gehört Charles Saatchi.
2003 hatte die amerikanische Regierung Larry Gagosian und drei seiner Geschäftspartner wegen Hinterziehung von 26,5 Mio. Dollar Einkommensteuer angeklagt. Im Januar 2016 geriet Gagosian wegen einer Picasso-Gipsbüste in die Schlagzeilen, da er sie angeblich zweifach verkauft habe. Der Fall wurde vor einem New Yorker Gericht verhandelt und im Juni 2016, nach Zahlung einer finanziellen Kompensation in unbekannter Höhe, beigelegt.
Der Jahresumsatz des Kunsthandels aller Aktivitäten von Larry Gagosian wird auf 925 Millionen Dollar geschätzt.

## Standorte
Als weltweit agierendes Kunstunternehmen betreibt Gagosian Galerien in New York (drei Standorte), Beverly Hills, London (zwei Standorte), Rom, Paris (zwei Standorte), Athen, Basel und Genf sowie Büros in Hongkong und La Jolla.
Der vom französischen Architekten Jean Nouvel geplante Umbau eines Industriebaus auf dem ehemaligen Flughafen Le Bourget nördlich von Paris wurde im Oktober 2012 mit einer Ausstellung von Anselm Kiefer Morgenthau Plan der Nutzung übergeben.

## Von der Galerie gehandelte Künstler
| - Francis Bacon - Georg Baselitz - Jean-Michel Basquiat - Joseph Beuys - Cecily Brown - Glenn Brown - Alexander Calder - John Currin - Lucio Fontana - Alberto Giacometti - Arshile Gorky | - Mark Grotjahn - Andreas Gursky - Richard Hamilton - Damien Hirst - Carsten Höller - Jasper Johns - Anselm Kiefer - Martin Kippenberger - Karin Kneffel - Jeff Koons - Takashi Murakami | - Marc Newson - Richard Prince - Sigmar Polke - Gerhard Richter - Julian Schnabel - Richard Serra - Cindy Sherman - Taryn Simon - Cy Twombly - Andy Warhol - Christopher Wool |

## Ausstellungen
- 2010/2011: RSTW – 72 Werke aus der Sammlung Gagosians im Ausstellungshaus Manarat al Saadiyat auf der Insel Saadiyat in Abu Dhabi.[11]
- 2012/2013: Revisionist Art: Thirty Works of Bob Dylan, Gagosian Gallery, 980 Madison Avenue, Manhattan, New York City.[12]